# ルーク・ウィリアムス
ルーク・ウィリアムス（Luke Williams、本名：Brian Wickens、1947年1月8日 - ）は、ニュージーランド・オークランド出身の元プロレスラー。
兄貴分ブッチ・ミラーとのタッグチーム（ザ・ブッシュワッカーズ、ザ・シープハーダーズ、ザ・キウィズ）での活動で知られる。

## 来歴
1962年、NWAニュージーランド（後のオールスター・プロレスリング）にて15歳でデビュー。スウィート・ウィリアム（Sweet William）をリングネームに、1966年よりボブ "ブッチ" ミラーとのコンビで活動。東南アジアを経て1972年にカナダのモントリオール地区に参戦後、1973年にカルガリーのスタンピード・レスリングに進出、当時ニック・カーターと名乗っていたミラーとザ・キウィズ（The Kiwis）を結成する。
1974年9月、カーター（ミラー）とのザ・キウィズとして、スウィート・ウィリアムス（Sweet Williams）の名義で国際プロレスに初来日。9月16日に館山にてラッシャー木村&グレート草津のIWA世界タッグ王座に挑戦した。国際プロレスには、1976年7月にも単独で再来日している。1979年5月にはミラーと共に全日本プロレスに参戦。同年よりチーム名をザ・シープハーダーズ（The Sheepherders）に改め、ヒールのタッグチームとして各地を転戦、プエルトリコのWWCではアブドーラ・ザ・ブッチャーとも共闘している。

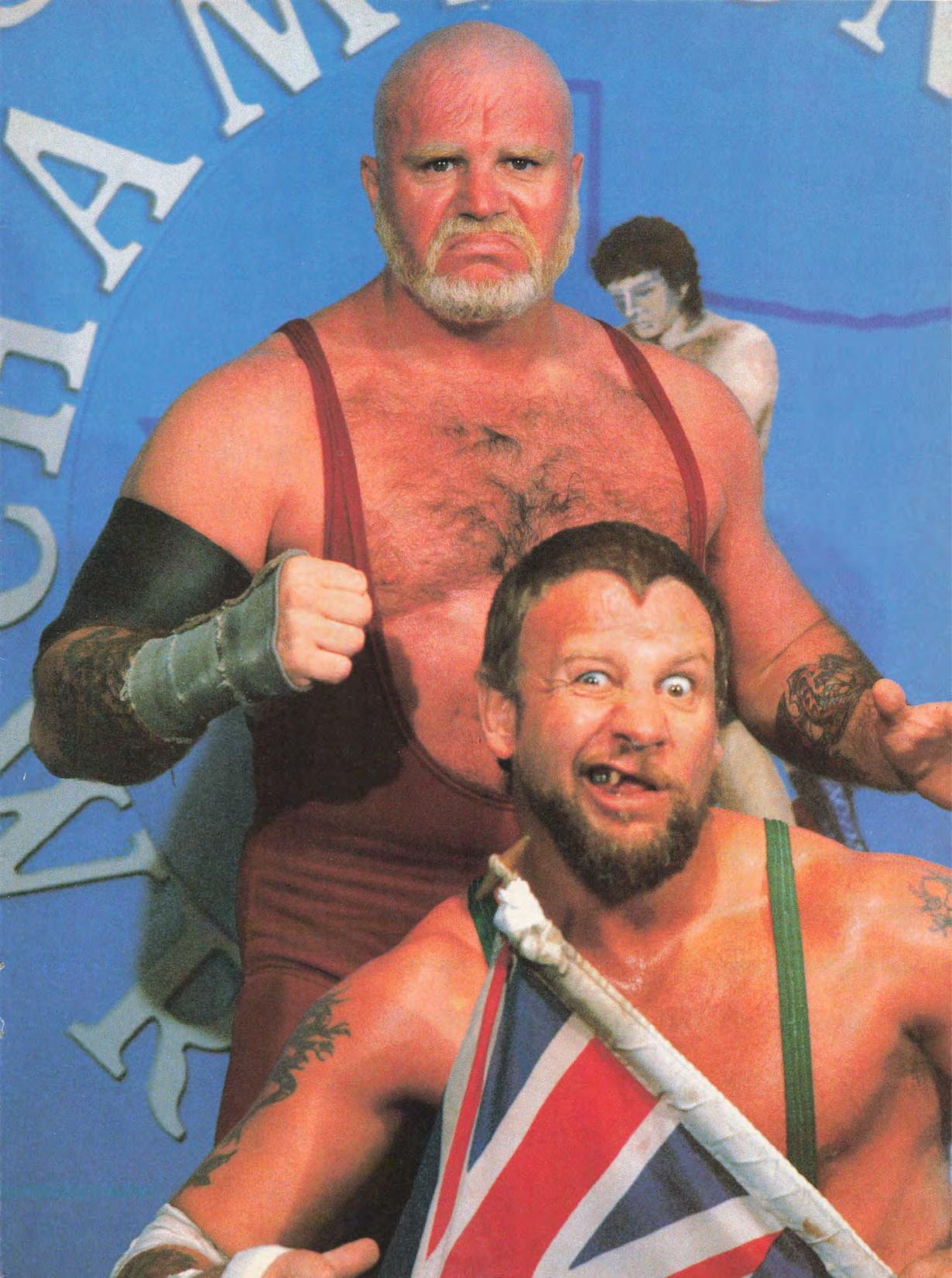
ジョナサン・ボイド（後方）とのニュー・シープハーダーズ（1983年）

1981年下期よりミラーが一時的にニュージーランドに帰国した際には、同じ南半球のオーストラリア出身のジョナサン・ボイドを新パートナーに活動。アラバマのSECWでは1982年9月にロバート・フラー&ジミー・ゴールデンやミッドナイト・エクスプレス（ランディ・ローズ&デニス・コンドリー）とNWAサウスイースタン・タッグ王座を争い、テネシー州メンフィスのCWAでは同年12月13日、ファビュラス・ワンズ（スティーブ・カーン&スタン・レーン）からAWA南部タッグ王座を奪取。テキサス州サンアントニオのサウスウエスト・チャンピオンシップ・レスリングでは1983年5月7日、ザ・グラップラーズ（レン・デントン&トニー・アンソニー）を破ってSCWサウスウエスト・タッグ王座を獲得した。
1983年6月にボイドが交通事故で欠場してからはボビー・ジャガーズをパートナーとしていたが、7月のボブ・スウィータン&スウィート・ブラウン・シュガー戦の試合後にジャガーズを裏切って仲間割れ。同年11月よりミラーとのシープハーダーズを再結成する。以降、南部エリアを中心に各テリトリーのタッグ王座を再三奪取、日本では「タッグ泥棒」なる異名を付けられた。1987年2月には新日本プロレスに来日、IWGPタッグ王座の決定リーグ戦に出場している。
1988年末、チーム名をブッチ&ルークのザ・ブッシュワッカーズ（The Bushwhackers）に変更し、ブッチとは従兄弟同士という設定でWWFに登場。WWFではコミック・リリーフを担当するベビーフェイスのベテラン・チームとして売り出され、そのコミカルなキャラクターで子供ファンの人気を集めた。1990年12月には、当時WWFと提携していたSWSに来日している。以降、WWFには1996年まで長期間に渡って在籍し、退団後もブッシュワッカーズ名義でブッチと共にインディー団体を転戦。2001年4月1日には『レッスルマニアX-Seven』のギミック・バトルロイヤルに揃って出場している。
引退後はブッチとは別の道を歩み、かつての主戦場でもあったプエルトリコに居住してIWAのブッカーを担当。各地のインディー団体にもスポット参戦しており、2007年12月にはTNAに登場。2008年と2009年はROHに度々出場、2010年6月はカナダ・ノバスコシア州のUCW "Summer Explosion Tour" に参加した。
2010年11月22日、SMASHがプロデュースする「ワールド・レジェンド・リバイバル」の第1弾選手として、SWS以来の20年ぶりの来日が実現。JCBホールで行われた『SMASH.10』に出場し、児玉ユースケから勝利を収めた。
2015年、ブッチ・ミラーとのザ・ブッシュワッカーズでWWE殿堂に迎えられた（インダクターは、かつてNWAフロリダ地区で彼らのマネージャーを務めていたジョニー・エースことジョン・ロウリネイティス）。

## 獲得タイトル
スタンピード・レスリング
- NWAインターナショナル・タッグ王座（カルガリー版）：2回（w / ブッチ・ミラー）[23]

パシフィック・ノースウエスト・レスリング
- NWAパシフィック・ノースウエスト・タッグ王座：3回（w / ブッチ・ミラー）[24]

NWAオールスター・レスリング
- NWAカナディアン・タッグ王座（バンクーバー版）：1回（w / ブッチ・ミラー）[25]

ミッドアトランティック・チャンピオンシップ・レスリング
- NWAミッドアトランティック・タッグ王座：1回（w / ブッチ・ミラー）[26]

ワールド・レスリング・カウンシル
- WWC北米タッグ王座：4回（w / ブッチ・ミラー）[27]
- WWC世界タッグ王座：2回（w / ブッチ・ミラー）[28]

ユニバーサル・レスリング・フェデレーション
- UWF世界タッグ王座：2回（w / ブッチ・ミラー）[29]

チャンピオンシップ・レスリング・フロム・フロリダ
- NWA USタッグ王座（フロリダ版）：1回（w / ブッチ・ミラー）[30]
- NWAフロリダ・タッグ王座：1回（w / ブッチ・ミラー）[31]

コンチネンタル・レスリング・アソシエーション
- AWA南部タッグ王座：2回（w / ジョナサン・ボイド）[13]
- CWAインターナショナル・タッグ王座：1回（w / ブッチ・ミラー）[32]

サウスウエスト・チャンピオンシップ・レスリング
- SCWサウスウエスト・タッグ王座：2回（w / ジョナサン・ボイド、ボビー・ジャガーズ）[14]
- SCW世界タッグ王座：1回（w / ブッチ・ミラー）[33]

サウスイースタン・チャンピオンシップ・レスリング
- NWAサウスイースタン・タッグ王座：1回（w / ジョナサン・ボイド）[12]
- NWA USジュニアヘビー級王座（サウスイースト版）：1回[34]

ワールド・レスリング・エンターテインメント
- WWE殿堂：2015年度（w / ブッチ・ミラー）[21]